# 托尼·里昂
安東尼·詹姆斯·托尼·里昂（英語：Anthony James "Tony" Leon，1956年12月15日—）為一名南非政治人物，曾於1999年至2007年間擔任反對黨領袖和民主聯盟領袖。他從2000年開始領導民主聯盟，直到2007年退休。在此之前，他從1994年開始領導民主黨。他是自1994年南非民主化以來，在議會中任職官方反對黨領袖最長時間的領導人。雖然里昂仍然是民主聯盟的黨員，但他曾於2009年至2012年期間擔任非國大政府下的南非駐阿根廷大使。
自2012年以來，里昂一直擔任南非的聲譽管理和戰略傳播諮詢公司Resolve Communications Ltd的執行主席，以及由Jules和Jeremy Kroll於2009年創立的K2 Intelligence的高級顧問。除此之外，里昂還是時代傳媒集團有限公司的合同專欄作家，他的專欄會於每週或每月出現在《工作日》、《星期日泰晤士報》和《紐約時報》內。

## 早年生活
里昂於種族隔離時代的德班出生並長大。他曾在德班附近的Clifton預備學校和Kearsney學院接受教育。他的父親拉蒙·里昂是高等法院法官。他的父母都積極參與自由派、反種族隔離的進步黨（即後來的民主黨）。

## 政治生涯
1974年，當時18歲的他成為進步黨的組織者，該黨是當時在議會中兩個反對黨代表之一。在此之後，里昂獲得金山大學的律師資格，他在大學擔任法律學生委員會主席和學生代表委員會副主席，並於1986年成為法律部的講師。他認同哈里·施瓦茨和海倫·蘇斯曼是其最大的靈感來源。同年，他在耶奧維爾參選約翰內斯堡市議會議員。當選舉結果公佈後，國民黨候選人Sam Bloomberg獲勝。然而，他的政治導師哈里·施瓦茨發現這結果並不真實，里昂被宣佈為勝利者。他成為市議會反對派的領導人。

## 外部連結
- Democratic Alliance website （页面存档备份，存于）
- Personal website （页面存档备份，存于）
- On The Contrary - Tony Leon's latest book
- Tony Leon's Book at Exclusive Books[永久]
- South African Embassy in Buenos Aires, Argentina

| 官衔                            | 官衔                             | 官衔                           |
| ------------------------------- | -------------------------------- | ------------------------------ |
| 前任者： 馬蒂納斯·范·斯卡爾奎克 | 國民議會反對黨領袖 1997年–2007年 | 繼任者： 桑德拉·博             |
| 政党职务                        |                                  |                                |
| 前任者： 扎克·德·比爾           | 民主黨領袖 1994年–2000年         | 繼任者： 他自己 為民主聯盟領袖 |
| 前任者： 他自己 為民主黨領袖    | 民主聯盟領袖 2000年–2007年       | 繼任者： 海倫·齊勒             |